# Carnallite
La carnallite è un minerale, un cloruro idrato di potassio e magnesio.
Il nome deriva da Rudolph von Carnall (9 febbraio 1804 - 17 novembre 1874), un ingegnere minerario tedesco.
Descritta per la prima volta da Heinrich Rose (1795-1864),  un mineralogista tedesco.

## Abito cristallino
Lamine spesse, bipiramidali, pseudoesagonali.

## Origine e giacitura
L'origine è nei depositi di sale marino e nei laghi salati. Ha paragenesi con kieserite, anidrite, silvite, salgemma e polialite.

## Forma in cui si presenta in natura
Raramente in cristalli pseudoesagonali, più spesso in masse granulari compatte e fibrose biancastre e rossastre.

## Caratteri fisico-chimici
Ha sapore amaro. È facilmente solubile in acqua e deliquescente. Fonde facilmente e colora la fiamma in violetto. Poiché è igroscopica, va conservata in contenitori chiusi. È anche fluorescente.

## Località di ritrovamento
In Europa i principali giacimenti si trovano:
- Westeregeln e Leopoldshall vicino Staßfurt nel distretto di Magdeburgo e Sassonia in Germania;
- Heringen sul Werra in Assia, (Germania);
- Province di Lerida e Barcellona (Spagna);
- Kaluš in Ucraina;
- Linevsk e Buran presso Perm' (ex-unione Sovietica);
- Italia (presente in vari luoghi) associata alla kainite, silvite e salgemma; Miniera Pasquasia provincia Enna (Sicilia)
- Inghilterra a Aislaby e Yorkshire.

Nel mondo abbiamo:
- USA: Nuovo Messico, nelle zone adiacenti del Texas e nel bacino Permiano;
- Azerbaigian a Maman;
- Etiopia a Dancalia e Dallol.

## Utilizzi
È uno dei principali minerali di potassio e come tale viene largamente impiegata nell'industria dei composti di questo elemento e soprattutto nei fertilizzanti. Talora può essere fonte preziosa di altri elementi, tra cui il bromo, che in generale è sempre contenuto in piccole quantità (circa lo 0,2%) in sostituzione del cloro.
Più raramente è stata sfruttata per l'estrazione del rubidio e del cesio, che sono anch'essi contenuti in tracce al posto del potassio.
La concentrazione di tutti questi elementi, per ripetute cristallizzazioni della carnallite, non è tuttavia difficile, soprattutto per il bromo, che si concentra rapidamente nelle acque madri. Un tempo, a causa dell'impossibilità di usarla a scopo alimentare, a differenza del salgemma, veniva considerata materiale di rifiuto nelle miniere di sale e quindi scartata.